# フェリシア・スペンサー
フェリシア・スペンサー（Felicia Spencer、1990年11月20日 - ）は、カナダの女性総合格闘家。ケベック州モントリオール出身。フロリダ州オーランド在住。ジャングルMMA所属。テコンドー黒帯。ブラジリアン柔術黒帯。元Invicta FC世界フェザー級王者。

## 来歴
4歳からテコンドー、12歳からブラジリアン柔術を始めた。2009年、セントラルフロリダ大学に入学するためフロリダ州オーランドに移住し、ジャングルMMAに入門。総合格闘技のトレーニングを積み、2015年、Invicta FCでプロデビューした。
2018年11月16日、Invicta FC 32の世界フェザー級王座決定戦でパム・ソレンソンと対戦し、4Rにリアネイキドチョークで一本勝ち。王座獲得に成功した。

### UFC
2019年5月18日、UFC初参戦となったUFC Fight Night: dos Anjos vs. Leeで元Invicta FC世界フェザー級王者のミーガン・アンダーソンと対戦し、1Rにリアネイキドチョークで一本勝ち。
2019年7月27日、UFC 240で元UFC世界フェザー級王者のクリス・サイボーグと対戦し、0-3の判定負け。キャリア初黒星を喫した。
2020年6月6日、UFC 250のUFC世界女子フェザー級タイトルマッチで王者アマンダ・ヌネスに挑戦し、0-3の5R判定負け。王座獲得に失敗した。
2021年12月2日、総合格闘技からの引退を発表。

## 戦績
| 総合格闘技 戦績 | 総合格闘技 戦績 | 総合格闘技 戦績 | 総合格闘技 戦績 | 総合格闘技 戦績 | 総合格闘技 戦績 | 総合格闘技 戦績 |
| --------------- | --------------- | --------------- | --------------- | --------------- | --------------- | --------------- |
| 12 試合         | (T)KO           | 一本            | 判定            | その他          | 引き分け        | 無効試合        |
| 9 勝            | 3               | 4               | 2               | 0               | 0               | 0               |
| 3 敗            | 0               | 0               | 3               | 0               | 0               | 0               |

| 勝敗 | 対戦相手                   | 試合結果                          | 大会名                                                                     | 開催年月日     |
| ○    | リア・レットソン           | 3R 4:25 TKO（パウンド）           | UFC Fight Night: Holloway vs. Rodríguez                                    | 2021年11月13日 |
| ×    | ノルマ・ドゥモン           | 5分3R終了 判定1-2                 | UFC Fight Night: Font vs. Garbrandt                                        | 2021年5月22日  |
| ×    | アマンダ・ヌネス           | 5分5R終了 判定0-3                 | UFC 250: Nunes vs. Spencer 【UFC世界女子フェザー級タイトルマッチ】         | 2020年6月6日   |
| ○    | ザラ・フェイリン           | 1R 3:37 TKO（グラウンドの肘打ち） | UFC Fight Night: Benavidez vs. Figueiredo                                  | 2020年2月29日  |
| ×    | クリス・サイボーグ         | 5分3R終了 判定0-3                 | UFC 240: Holloway vs. Edgar                                                | 2019年7月27日  |
| ○    | ミーガン・アンダーソン     | 1R 3:24 リアネイキドチョーク      | UFC Fight Night: dos Anjos vs. Lee                                         | 2019年5月18日  |
| ○    | パム・ソレンソン           | 4R 4:23 リアネイキドチョーク      | Invicta FC 32: Spencer vs. Sorenson 【Invicta FC世界フェザー級王座決定戦】 | 2018年11月16日 |
| ○    | エレナ・コレスニク         | 2R 1:47 リアネイキドチョーク      | Invicta FC 30: Frey vs. Grusander                                          | 2018年7月21日  |
| ○    | アキーラ・アル＝ハミード   | 5分3R終了 判定3-0                 | Invicta FC 27: Kaufman vs. Kianzad                                         | 2018年1月13日  |
| ○    | エイミー・コールマン       | 1R 3:17 リアネイキドチョーク      | Invicta FC 24: Dudieva vs. Borella                                         | 2017年7月15日  |
| ○    | マディソン・マケルヘイニー | 5分3R終了 判定3-0                 | Invicta FC 22: Evinger vs. Kunitskaya II                                   | 2017年3月12日  |
| ○    | レイチェル・ワイリー       | 1R 3:32 TKO（パウンド）           | Invicta FC 14: Evinger vs. Kianzad                                         | 2015年9月12日  |

## 獲得タイトル
- 第3代Invicta FCフェザー級王座（2018年）

## 表彰
- テコンドー 黒帯
- ブラジリアン柔術 黒帯
- Invicta FC パフォーマンス・オブ・ザ・ナイト（2回）